# Józefa Świętorzecka-Obiezierska
Józefa Świętorzecka-Obiezierska herbu Trąby (ur. 1847 w Janowie, zm. 11 listopada 1924 w Wilnie) – uczestniczka powstania styczniowego.

## Życiorys
Była córką Olimpii z Oskierków i Mieczysława Świętorzeckich oraz bratanicą Tomasza Zana. Odziedziczyła majątek Konstantynów w ziemi witebskiej. Została uwięziona z powodu denuncjacji swojego pracodawcy, a jednocześnie swego wuja, komisarza Rządu Narodowego Michała Oskierki, rozstrzelanego w kwietniu 1864 w Mohylewie. Przez 6 miesięcy była więziona w Mohylewie. Wraz z matką została zesłana do Czerdynia. Tam, w wieku 17 lat, poślubiła powstańca Joachima Obiezierskiego. Na Syberii przebywała do 1867. Dbała o pamięć powstania i wychowanie patriotyczne w rodzinie.
Pozostawiła pamiętnik zatytułowany Męczeńskie lata. Wspomnienia z Mohylewszczyzny, wydany w pracy zbiorowej w 1917. Podkreśla w nim rolę Michała Oskierki i Joachima Obiezierskiego, gloryfikuje powstańców, kataloguje ich nazwiska i czyny. Pamiętnik ma charakter mitotwórczy. Autorka kreuje się na męczennicę narodu. Dorota Samborska-Kukuć, badaczka twórczości Świętorzeckiej-Obiezierskiej, określiła go mianem „manipulującego nieco łzawą retoryką patriotyczną memuaru”.